# Полінезійські мови

Полінезійський трикутник

До полінезійських мов належить група мов Океанії (східноавстронезійських) родини австронезійських мов, якими розмовляють загалом бл. 1 млн мешканців островів Океанії. Більшість поширена на островах, які можна окреслити полінезійським трикутником Гаваї — Нова Зеландія — Острів Пасхи. Щоправда, деякі мови поширені поза цим регіоном — на території Мікронезії та Меланезії, їх класифікують як периферійні (англ. outlier).